# Cantón de Bedford
Bedford es un municipio-cantón de la provincia de Quebec, Canadá y es una de las 1135 municipalidades en las que está dividido administrativamente el territorio de dicha provincia. Cálculos gubernamentales estiman que en fecha del 1° de julio de 2011 en la municipalidad habían 738 habitantes. Bedford se encuentra en el municipio regional de condado de Brome-Missisquoi y a su vez, en la región de Montérégie-Est en Montérégie. Hace parte de las circunscripciones electorales de Brome-Missisquoi a nivel provincial y de Brome-Missisquoi a nivel federal.